# Die Indianer von Cleveland II
Die Indianer von Cleveland II (Originaltitel: Major League II) ist eine US-amerikanische Filmkomödie von David S. Ward aus dem Jahr 1994. Sie ist eine Fortsetzung der Komödie Die Indianer von Cleveland aus dem Jahr 1989.

## Handlung
Das Baseballteam Cleveland Indians startet nach ihrem überraschenden Gewinn des Endspiels gegen die Yankees in die neue Saison. Dabei muss der Coach jedoch feststellen, dass viele seiner Talente wie Rick "Wild Thing" Vaughn oder Willie "Mays" Hayes den schnellen Aufstieg und den damit verbundenen Geldsegen nicht verkraftet haben. Statt Teamgeist zählen nur noch Geld und Statussymbole. Jake Taylor ist aufgrund seiner kaputten Kniegelenke gezwungen den Fanghandschuh an den Nagel zu hängen und als Co-Trainer zu arbeiten.
In der Zwischenzeit wurde das Team vom ehemaligen Spieler Dorn aufgekauft, welcher bald aus Geldmangel seinen besten Spieler, den arroganten Jack Parkman verkaufen muss. Im Gegenzug wird ein japanischer Schwertkämpfer verpflichtet, welcher sich gleich mit dem Publikumsliebling Pedro Cerrano, der zwischenzeitlich zum Buddhismus konvertiert ist, anlegt.
So verliert das Team Spiel um Spiel, bis Dorn den Verein wieder an die alte Besitzerin verkauft, die die Spieler jetzt endlich verlieren sehen will. Schon wie im ersten Teil verfallen die Spieler in eine Trotzreaktion, vergessen ihre Differenzen untereinander und starten eine beispiellose Siegesserie.

## Kritiken
James Berardinelli schrieb auf ReelViews, der Film sei eine „Lawine der altbekannten Formeln und Klischees“. Die Drehbuchautoren hätten vergessen, „Witze einzubauen“, die den Film erträglicher machen würden. Das „flache“ Drehbuch gehöre zu den schlechtesten des Jahres. Ebenfalls der Schnitt sei ein ernsthaftes Problem; die Teile seien „ohne Rücksicht auf durchgehenden Ton“ zusammengestellt worden.

„Komödiantisch angelegter Sportlerfilm, der trotz Dialogwitz und Situationskomik nicht über sein mangelndes dramaturgisches Konzept hinwegtäuschen kann. In der einfallslosen und langatmigen Aneinanderreihung von Spielen allenfalls für eingefleischte Baseballfreunde interessant.“

Herbe Kritik erntete der Film auch in der deutschen Synchronisationsfassung, sowohl von Kritikern wie auch von Zuschauern. Während Pedro Cerrano im ersten Teil noch einen Akzent besitzt, der nicht zuletzt wegen des 'rollenden R' lateinamerikanisch anmutet, spricht er in der Fortsetzung mit stark rheinländischem Dialekt, was die große Sympathie für diese Figur schlussendlich ad absurdum führt.

## Hintergrund
Der Film wurde unter anderen in Baltimore, Boston, Chicago und Cleveland gedreht. Er spielte in den US-Kinos ca. 30,6 Millionen US-Dollar ein.

## Fortsetzung
1998: Zweite Liga – Die Indianer von Cleveland sind zurück (Major League: Back to the Minors) – Regie: John Warren